# Luisa Herrero de Tejada
Luisa Herrero de Tejada (Calanda, Teruel, 1711-Valdealgorfa, Teruel, 24 de agosto de 1777) fue una religiosa y poetisa de España.
Nacida en Calanda y hermana de Antonio María Herrero y Rubira y del también poeta Luis Herrero de Tejada, ingresó el 25 de diciembre de 1719 con 8 años en el Convento de Valdealgorfa, del que llegaría a ser abadesa. Tuvo don de poesía natural, componiendo sus primeros poemas a los trece años de edad. Sus estudios se centraron en la Sagrada Escritura e Historia Eclesiástica. Prolífica escritora, nada sobrevive de su obra, de la que podemos mencionar Novenario a Nuestra Señora del Pilar; una Vida de San Luis, obispo de Tolosa; y A Cristo nuestro bien.